# Schönemoor
Schönemoor ist ein Ortsteil der Gemeinde Ganderkesee im niedersächsischen Landkreis Oldenburg. Der Ort liegt nordöstlich des Kernbereichs von Ganderkesee und nordwestlich von Delmenhorst.

## Geschichte
Im Jahre 1142 genehmigte der Bremer Erzbischof die Kultivierung der Stedinger Brokseite, dazu gehörte auch das spätere Ländchen Sconemore. 1209 wurde ein gräflicher Ministerialbeamter Winand von Sconemore und damit das Dorf erstmals urkundlich erwähnt. 1230 folgt dann die erste Nennung der Kirche Sconemore in einem heute noch erhaltenen Schriftstück. Ab dieser Zeit wird in kirchlichen Dokumenten über Terrula Sconemore, das Ländchen Schönemoor, berichtet. In den darauf folgenden Jahren bis 1234 war auch Schönemoor von den Stedinger Kriegen des Bremer Erzbischofs betroffen.
In der Mitte des 13. Jahrhunderts erwarb das Kloster Hude das Zehntrecht über Schönemoor und der Schönemoorer Mönchshof wurde angelegt. 1324 wurde die heute noch bestehende Feldsteinkirche errichtet, die ab 1333 zur Wallfahrtskirche wurde. Ab 1534 wurde auch die Schönemoorer Heide besiedelt. 1560 trennte sich die Kirchgemeinde vom Katholizismus und um 1650 wurde die erste Schule in Schönemoor errichtet. Ab 1667 gehörte Schönemoor zu Dänemark. bis das Dorf 1811 zu einer eigenen Mairie im Kaiserreich Frankreich wurde.
Im Jahre 1933 wurde die Gemeinde Schönemoor aufgelöst. Sie bildete zusammen mit den bisherigen Gemeinden Stuhr und  Hasbergen (heute Ortsteil von Delmenhorst) die vergrößerte Gemeinde Hasbergen. Im Jahre 1948 wurde die NS-Verordnung zur Auflösung der Gemeinde Schönemoor aufgehoben, und Schönemoor wurde mit Neuenlande und einigen kleineren Bauerschaften wieder eigenständig.
Am 1. Juli 1972 wurde Schönemoor in die Nachbargemeinde Ganderkesee eingegliedert.

## Bevölkerungsentwicklung
Im Jahre 1790 begann die Moorkolonisation und der Ortsteil Neuenlande wurde gebildet. Um 1900 hatte Schönemoor 1000 Einwohner, von denen ein Drittel in Schönemoorer Heide lebte. Durch den Siedlungsbau für die Zuzügler nach dem Zweiten Weltkrieg wuchs Schönemoor bis 1970 auf eine Einwohnerschaft von 2331, von denen mehr als zwei Drittel im Heidegebiet und etwa 14 % in Neuenlande lebten.

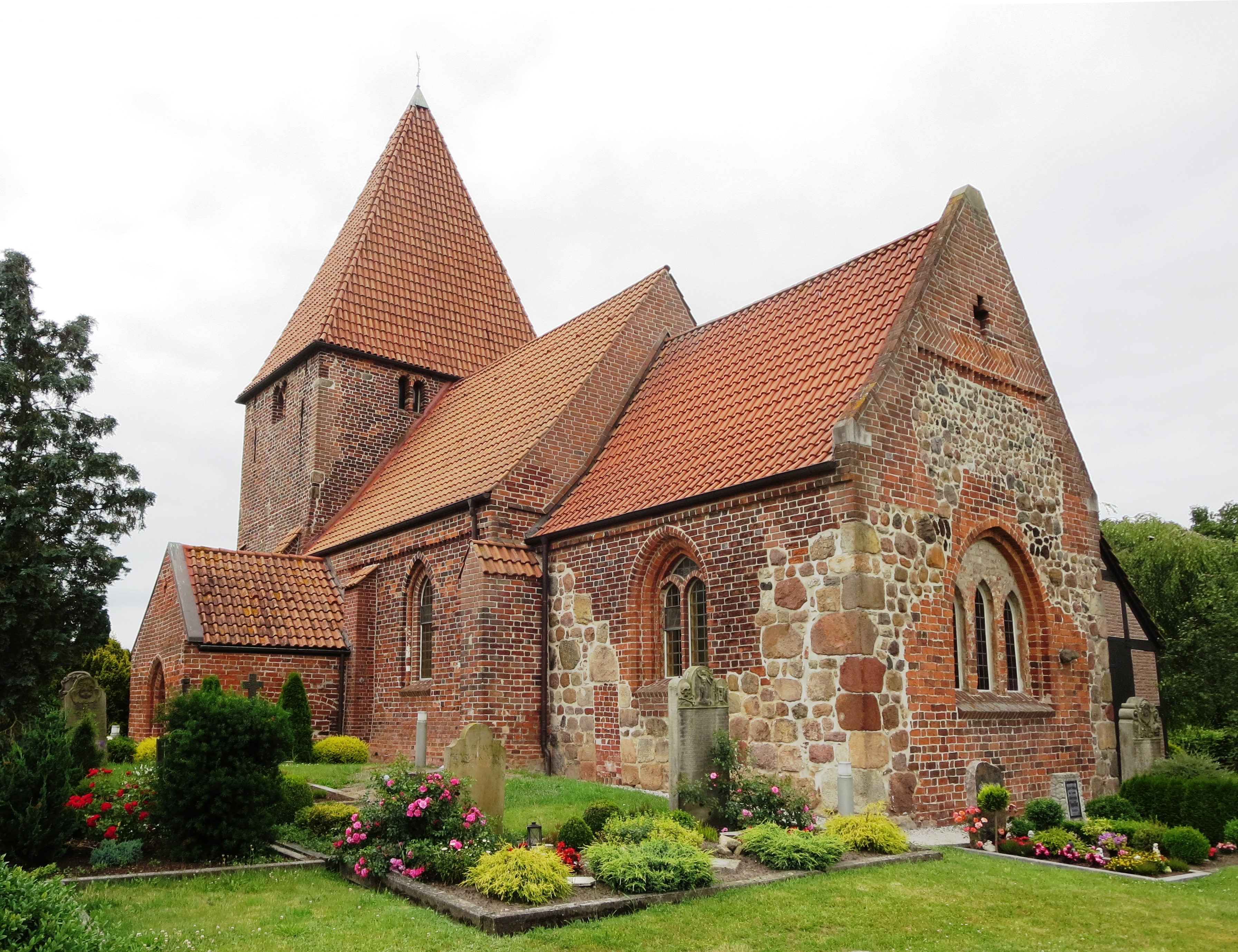
St.-Katharinen-Kirche

## Sehenswert
- Ev. St.-Katharinen-Kirche, frühgotische Saalkirche, 1324 geweiht
- Schönemoorer Mönchshof des Klosters Hude aus dem 13. Jahrhundert
- Wohn- und Wirtschaftsgebäude Schönemoorer Dorfstraße 45 aus dem letzten Drittel des 19. Jahrhunderts